# 나 어때 (시트콤)
《나 어때?》는 대한민국의 1998년 10월 19일 ~ 1999년 5월 24일까지 방송된 SBS의 청춘시트콤이다.
한편, 첫 방영 이전부터 대학생을 고교생으로만 바꿨을 뿐이지, 무대는 MBC 《남자 셋 여자 셋》과 차이가 없다는 지적을 받아왔으며 결국 시청률 부진을 피하지 못했다.

## 출연자
- 정상훈 : 현민 역

학교에선 전교꼴등. 잔머리 대마왕으로 공부를 제외한 모든것에서는 1등이다. 동물의 왕국의 열혈팬으로 동물에 관심이 많고, 예린을 짝사랑했지만, 대학에 합격하지 못해서 고등학교를 졸업하자 마자 은이와 결혼하게 된다.
- 최제우 : 창민 역

현민의 동생. 현민과는 다르게 전교1등이고, 고등학교 졸업후에 서울대에 진학한다. 10년뒤에 형 현민이 짝사랑하는 예린과 결혼하게 된다.
- 송혜교 : 예린 역

현민&창민의 친구. 현민이 자신을 짝사랑하는걸 알지만 차마 전교꼴등의 여자친구라는 소리가 듣기 싫어서 현민의 마음을 받아주지 못한다. 고집이 세서 한번 싫은 것은 영원히 싫어하게 된다.
- 김승현 : 승현 역

현민&창민의 친구. 중도에 전출하여 하차한다.
- 송창환 : 창환 역

현민&창민의 친구. 뒤에는 현민밖에 없고, 즉 전교꼴등에서 바로 앞이다. 하지만 현민과 같이 잔머리가 잘 돌아가서 죽이 잘 맞고, 여정과 사귀게 된다.
- 이재룡 : 재룡 역

현민&창민의 삼촌. 하숙방을 얻어 사는 현민과 창민의 보호자역할을 맡게 돼서 하숙집 주인이자 15년째 친구인 응경의 허락하에 방을 얻어 살고 있다. 현민과 창민에게 간섭이 심하고 한번 반대하는 것은 절대 안된다는 성격을 지니고 있다.
- 이응경 : 응경 역

하숙집 주인. 돌싱이며 생활력이 강하다. 고장난 가전제품이 있으면 돈주고 사는것보다는 이벤트에 응모해서 당첨되길 원할만큼 알뜰한 대한민국 여성타입이다. 10년뒤에 재룡과 재혼한다.
- 조혜련 : 혜련 역

현민&창민의 담임역. 재룡,응경과 고등학교시절부터 같은학원을 다니면서 친구가 되었다. 담임으로써 반의 에러사항이 있으면 어떻게 해서라도 도와주려한다.
- 조여정 : 여정 역

현민&창민의 친구이자 창환의 여자친구이다. 남학생들에게 인기가 많으며, 예린과는 단짝이다.
- 송은이 : 은이 역

현민&창민의 친구. 중학교를 1년 유급해서 나이는 한살 많다. 현민이 남자화장실청소를 맡아서 하면 은이는 여자화장실청소를 맡아서 할 정도로 현민과 죽이 잘 맞는다.
- 정은표 : 학주 역

학생주임으로 학생들이 잘못한게 있으면 불같이 잡아낸다. 특히 현민을 못살게 군다.
- 김진근
- 도지영
- 김혜경
- 박광현 : 박윤호 역
- 나진우 : 손종훈 역
- 김형기
- 김민종 : 교생 역
- 양택조 : 흥부가 기가막혀 양택조 역
- 신정환
- 노정명
- 이부현
- 채시아 : 차시은 역
- 이재황
- 홍경민
- 정요숙
- 서유기
- 임현식
- 홍록기
- 채림 : 이렇게 이쁜깡패 채소연 역
- 박지윤 : 연상연하커플 - 박지윤 역
- 김성은 : 미달이 역
- 서재경
- 노형욱
- 류현경
- 노희지
- 박수홍
- 강윤정
- 이정
- 이춘교 : 이재하 역
- 나경미
- 박탐희
- 허영란
- 이소린
- 오미지
- 이준
- 정민
- 강혜정
- 장근석
- 류덕환
- 공형진
- 김희정
- 성창훈
- 장은비
- 이상은
- 임채연
- 윤기원
- 김영철
- 김준우
- 김주혁
- 조권탁 : 윤기영 역
- 김충렬
- 김남진
- 권도경
- 고미영
- 박성혜
- 김미희
- 방경림
- 이희정
- 황정미 : 윤아 역
- 오혜원
- 탁재훈
- 김민희

## 에피소드 목록

### 1998년
| 회차 | 방송일    | 부제                                         | 비고 |
| ---- | --------- | -------------------------------------------- | --- |
| 1회  | 10월 19일 | 사랑과 우정 사이                             | |
| 2회  | 10월 20일 | 우정의 향기                                  | |
| 3회  | 10월 21일 | 그녀가 왔다!                                 | |
| 4회  | 10월 22일 | 그날이 오면                                  | |
| 5회  | 10월 23일 | 동생이 싫어                                  | |
| 6회  | 10월 26일 | 고스트                                       | |
| 7회  | 10월 27일 | 빈 방 없수?                                  | 10월 28일에는 5시 55분부터 한국시리즈 5차전 중계 편성으로 결방 |
| 8회  | 10월 29일 | 왕따는 괴로워                                | |
| 9회  | 10월 30일 | 시험이 뭐길래                                | |
| 10회 | 11월 2일  | LOVE IS...                                   | 최초로 부제가 영어로 이루어진 회차 |
| 11회 | 11월 3일  | 그녀와의 이별                                | |
| 12회 | 11월 4일  | 여자의 조건                                  | |
| 13회 | 11월 5일  | 고백은 힘들어..                              | |
| 14회 | 11월 6일  | 고액 과외                                    | |
| 15회 | 11월 9일  | 기분나쁘게 왜 쳐다봐!!                       | |
| 16회 | 11월 10일 | 내 미모에 넋이 나갔구나?                     | |
| 17회 | 11월 11일 | 18살에 할 일                                 | |
| 18회 | 11월 12일 | 농구 좋아하세요?                             | |
| 19회 | 11월 13일 | 다이어트 대소동                              | |
| 20회 | 11월 16일 | 베이비북스 대소동                            | |
| 21회 | 11월 17일 | 누난 내 여자니까                             | |
| 22회 | 11월 18일 | 고스트 러브...                               | |
| 23회 | 11월 19일 | 음주불가                                     | |
| 24회 | 11월 20일 | 킹카                                         | |
| 25회 | 11월 23일 | 연상연하 커플 - 박지윤                       | |
| 26회 | 11월 24일 | 아빠 그리고 아버지                           | |
| 27회 | 11월 25일 | 체인지                                       | |
| 28회 | 11월 26일 | 폭주족 최창민                                | |
| 29회 | 11월 27일 | 미달이 어때                                  | |
| 30회 | 11월 30일 | 조여정의 계획... 계획이 있었구나?            | |
| 31회 | 12월 1일  | 잘못된 만남                                  | |
| 32회 | 12월 2일  | 길들이는 법                                  | |
| 33회 | 12월 3일  | 탈의실 훔쳐보다 200만원 빛생긴 상훈이        | |
| 34회 | 12월 4일  | 귀에서 피터지게 하는 듀엣                    | |
| 35회 | 12월 7일  | 혜교 코피나져 훙훙                           | |
| 36회 | 12월 8일  | 영원히 고통받는 양꼬치앤칭따오               | 12월 9일에는 4시 40분부터 아시안게임 남자축구 <한국 VS UAE> 중계 편성, 12월 10일에는 뉴스 특보 편성, 12월 11일에는 5시 55분부터 방콕 아시안게임 야구 <한국 VS 대만> 중계 편성으로 결방 |
| 37회 | 12월 14일 | 그냥 파봤어                                  | 12월 15일에는 5시 15분부터 방콕 아시안게임 남자배구 결승전 <한국 VS 중국> 중계가 길어져서, 12월 16일에는 5시 55분부터 아시안게임 야구 결승 <한국 VS 일본> 중계 편성으로 결방           |
| 38회 | 12월 17일 | 백화점에서 생긴 일                           | 12월 18일에는 6시부터 <서울가요대상> 1~2부 편성으로 결방 |
| 39회 | 12월 21일 | 우체국에 가면 잃어버린 사랑을 찾을 수 있을까 | |
| 40회 | 12월 22일 | BEFORE & AFTER                               | 10회에 이어 부제가 영어로 이루어진 회차 |
| 41회 | 12월 23일 | 예린이의 잠못 이루는 밤                      | |
| 42회 | 12월 24일 | 크리스마스의 기적                            | |
| 43회 | 12월 25일 | 크리스마스 선물                              | |
| 44회 | 12월 28일 | 두 얼굴을 가진 사나이                        | |
| 45회 | 12월 29일 | 사랑은 눈을 타고                             | |
| 46회 | 12월 30일 | 아듀 1998                                    | 12월 31일과 1999년 1월 1일에는 송년특집 순간포착 세상에 이런 일이(12월 31일), <MC총출동 아이러브 SBS>(99년 1월 1일) 편성으로 결방                                                      |

### 1999년
| 회차             | 방송일   | 부제                            | 비고 |
| ---------------- | -------- | ------------------------------- | ---- |
| 47회             | 1월 4일  | 깨몽 깨몽                       |      |
| 48회             | 1월 5일  | 찐드기 맞불작전                 |      |
| 49회             | 1월 6일  | 도끼와 땅콩                     |      |
| 50회             | 1월 7일  | 룡의 눈물                       |      |
| 51회             | 1월 8일  | 행운의 도너츠를 찾아라          |      |
| 52회             | 1월 11일 | 번개탄 정                       |      |
| 53회             | 1월 12일 | 누가 좀 말려줘요                |      |
| 54회             | 1월 13일 | 강호유랑기                      |      |
| 55회             | 1월 14일 | 훔쳐보지 마란말야               |      |
| 56회             | 1월 15일 | 신들려 리스트                   |      |
| 57회             | 1월 18일 | 공포의 바이러스                 |      |
| 58회             | 1월 19일 | 재룡이의 이중생활               |      |
| 59회             | 1월 20일 | 내 남자친구의 여자친구          |      |
| 60회             | 1월 21일 | 소년 소녀를 만나다              |      |
| 61회             | 1월 22일 | 내가 그린 그림은                |      |
| 62회             | 1월 25일 | 언제나 영화처럼                 |      |
| 63회             | 1월 26일 | 연인이 되어가는 친구            |      |
| 64회             | 1월 27일 | 선생님 선생님 우리 선생님       |      |
| 65회             | 1월 28일 | 이번엔 진짜라니까               |      |
| 66회             | 1월 29일 | 연변 교환학생 춘화              |      |
| 67회             | 2월 2일  | 내겐 너무 이쁜 그녀             |      |
| 68회             | 2월 3일  | 말 말 말                        |      |
| 69회             | 2월 4일  | 우리사이 이대로                 |      |
| 70회             | 2월 5일  | 학주와 혜련이 만났을때          |      |
| 71회             | 2월 8일  | 그건 내마음이 아니었어          |      |
| 72회             | 2월 9일  | 마지막 프로포즈                 |      |
| 73회             | 2월 10일 | 혼자만의 아픔                   |      |
| 74회             | 2월 11일 | 파랑새는 있다                   |      |
| 75회             | 2월 12일 | 오 발렌타이                     |      |
| 76회             | 2월 18일 | 현민이의 선택                   |      |
| 77회             | 2월 19일 | 나는야 터프가이                 |      |
| 78회             | 2월 22일 | 축 졸업                         |      |
| 79회             | 2월 23일 | 로마의 휴일                     |      |
| 80회             | 2월 24일 | 오 마이 갓                      |      |
| 81회             | 2월 25일 | 난 안된다니까                   |      |
| 82회             | 2월 26일 | 현민의 삼일천하                 |      |
| 83회             | 3월 1일  | 꼴찌 탈출기                     |      |
| 84회             | 3월 2일  | 여정 엄마는 아무도 못말려       |      |
| 85회             | 3월 3일  | 널 포기하겠어                   |      |
| 86회             | 3월 4일  | 허슬러                          |      |
| 87회             | 3월 5일  | 예린 VS 여정                    |      |
| 88회             | 3월 8일  | 아 전자렌지여                   |      |
| 89회             | 3월 9일  | 왜 나만 갖고 그래               |      |
| 90회             | 3월 10일 | 비밀은 없어                     |      |
| 91회             | 3월 11일 | 이모 마음을 뺏어봐              |      |
| 92회             | 3월 12일 | 우리들의 화이트데이             |      |
| 93회             | 3월 15일 | MR엘비스박                      |      |
| 94회             | 3월 16일 | 요리 거짓말 그리고 비디오테이프 |      |
| 95회             | 3월 17일 | 고양이목에 방울달기             |      |
| 96회             | 3월 18일 | 우정과 배신                     |      |
| 97회             | 3월 19일 | 창민이가 나갔어요               |      |
| 98회             | 3월 22일 | 창환이와 함께 춤을              |      |
| 99회             | 3월 23일 | 당돌한 신입생                   |      |
| 100회            | 3월 25일 | 나 어때 100배 즐기기            |      |
| 101회            | 3월 26일 | 머리카락에 눈이 어두워          |      |
| 102회            | 3월 29일 | 뛰는 현민위에 나는 창환         |      |
| 103회            | 3월 31일 | VJ 소동                         |      |
| 104회            | 4월 1일  | 나는야 킹카보이                 |      |
| 105회            | 4월 2일  | 사랑의 문학의 밤                |      |
| 106회            | 4월 5일  | 커플은 못말려                   |      |
| 107회            | 4월 6일  | 까치와 엄지                     |      |
| 108회            | 4월 7일  | 소녀 현민                       |      |
| 109회            | 4월 9일  | 밀랍인형의 비밀                 |      |
| 110회            | 4월 12일 | 치어리더 모여라                 |      |
| 111회            | 4월 14일 | 태양은 있다                     |      |
| 112회            | 4월 15일 | 오빠가 있다                     |      |
| 113회            | 4월 19일 | 우리들의 학주                   |      |
| 114회            | 4월 21일 | 잘못된 만남                     |      |
| 115회            | 4월 22일 | 창환에게 뭔가 특별한 것이 있다  |      |
| 116회            | 4월 23일 | 염소의 침묵                     |      |
| 117회            | 4월 26일 | 미녀와 야수                     |      |
| 118회            | 4월 27일 | 현민의 여자친구                 |      |
| 119회            | 4월 28일 | 청소년의 덫                     |      |
| 120회            | 4월 29일 | 미스터 X                        |      |
| 121회            | 4월 30일 | 호기심 천국                     |      |
| 122회            | 5월 3일  | 사랑한다면 현민이처럼           |      |
| 123회            | 5월 4일  | 어떤 언약식                     |      |
| 124회            | 5월 5일  | 엑스트라                        |      |
| 125회            | 5월 6일  | 우렁이 각시                     |      |
| 126회            | 5월 7일  | 타임머신 소동                   |      |
| 127회            | 5월 10일 | 뒤바뀐 운명                     |      |
| 128회            | 5월 11일 | 안녕 내 사랑                    |      |
| 129회            | 5월 12일 | 상자의 비밀                     |      |
| 130회            | 5월 13일 | 학주 마음은 며느리도 몰라       |      |
| 131회            | 5월 17일 | 돈다발을 든 현민이              |      |
| 132회            | 5월 18일 | 인어 이야기                     |      |
| 133회            | 5월 19일 | 소매치기를 잡아라               |      |
| 134회            | 5월 20일 | 예린이의 삼중생활               |      |
| 135회            | 5월 21일 | 방울 토마토                     |      |
| 136회            | 5월 24일 | 흥부가 기가막혀                 |      |
| 137회            | 5월 25일 | 내가 너무나 소중한 사람들       |      |
| 138회            | 5월 26일 | 아기 소동                       |      |
| 139회 (마지막회) | 5월 28일 | 굿바이 스페셜 예고괴담          |      |

## 같이 보기
- SBS 시트콤
- 남자셋 여자셋 (MBC, 1996년 ~ 1999년)